# كريستوفر مورغان
كريستوفر مورغان (بالإنجليزية: Christopher Morgan) هو محامي وسياسي أمريكي، ولد في 4 يونيو 1808، وتوفي في 3 أبريل 1877. حزبياً، نشط في الحزب الجمهوري. وقد انتخب عضو مجلس النواب الأمريكي.